# John Hely-Hutchinson, III conte di Donoughmore
John Hely-Hutchinson, 3º Conte di Donoughmore (1787 – 14 settembre 1851) è stato un militare e politico irlandese.

## Biografia
John Hely-Hutchinson era figlio di Francis Hely-Hutchinson (figlio di Christiana Nickson, I baronessa di Donoughmore di Knocklofty).
Come capitano della 1st Foot Guards, aiutò nella fuga dalla prigione l'ex Ministro delle Poste di Napoleone, il Conte de Lavalette. Hely-Hutchinson fu processato a Parigi, insieme a Robert Thomas Wilson e Michael Bruce, con l'accusa di aver aiutato nella fuga il prigioniero. Il processo ebbe luogo presso il Corte d'assise dal 22 aprile al 24 aprile 1816. Tutti e tre gli uomini furono condannati a tre mesi di reclusione. 
Alle elezioni generali nel Regno Unito del 1826 ha rappresentato il collegio della Contea di Tipperary alla Camera dei Comuni del Regno Unito come Whig. Per essere rieletto, dopo un breve intervallo, alle elezioni generali nel Regno Unito del 1831. Dal 1832 si sedette nella Camera dei Lord, dopo essere succeduto a suo zio, come Visconte di Hutchinson.
Si sposò con Margaret Gardiner (figlia di Luke Gardiner, 1º Visconte Mountjoy) il 15 giugno 1822 ed ebbero due figli: 
Richard, Visconte Suirdale, più tardi 4º Conte di Donoughmore e Margaret Hely-Hutchinson